# Trophée Brad-Hornung
Le trophée Brad-Hornung est un trophée de hockey sur glace. Il est remis au joueur de hockey sur glace considéré comme ayant le meilleur esprit sportif de la Ligue de hockey de l'Ouest chaque saison.

## Histoire
Ce trophée a été nommé après qu'un joueur des Pats de Regina, Brad Hornung, a été paralysé lors d'une partie le 1er mars 1987.

## Liste des récipiendaires
| Saison    | Récipiendaire     | Équipe                    |
| --------- | ----------------- | ------------------------- |
| 1966-1967 | Morris Stefaniw   | Bruins d'Estevan          |
| 1967-1968 | Bernie Blanchette | Blades de Saskatoon       |
| 1968-1969 | Bob Liddington    | Centennials de Calgary    |
| 1969-1970 | Randy Rota        | Centennials de Calgary    |
| 1970-1971 | Lorne Henning     | Bruins d'Estevan          |
| 1971-1972 | Ron Chipperfield  | Wheat Kings de Brandon    |
| 1972-1973 | Ron Chipperfield  | Wheat Kings de Brandon    |
| 1973-1974 | Mike Rogers       | Centennials de Calgary    |
| 1974-1975 | Danny Arndt       | Blades de Saskatoon       |
| 1975-1976 | Blair Chapman     | Blades de Saskatoon       |
| 1976-1977 | Steve Tambellini  | Broncos de Lethbridge     |
| 1977-1978 | Steve Tambellini  | Broncos de Lethbridge     |
| 1978-1979 | Errol Rausse      | Breakers de Seattle       |
| 1979-1980 | Steve Tsujiura    | Tigers de Medicine Hat    |
| 1980-1981 | Steve Tsujiura    | Tigers de Medicine Hat    |
| 1981-1982 | Mike Moller       | Broncos de Lethbridge     |
| 1982-1983 | Darren Boyko      | Warriors de Winnipeg      |
| 1983-1984 | Mark Lamb         | Tigers de Medicine Hat    |
| 1984-1985 | Cliff Ronning     | Bruins de New Westminster |
| 1985-1986 | Ken Morrison      | Blazers de Kamloops       |
| 1985-1986 | Randy Smith       | Blades de Saskatoon       |
| 1986-1987 | Dave Archibald    | Winter Hawks de Portland  |
| 1986-1987 | Len Nielson       | Pats de Regina            |
| 1987-1988 | Craig Endean      | Pats de Regina            |
| 1988-1989 | Blair Atcheynum   | Warriors de Moose Jaw     |
| 1989-1990 | Bryan Bosch       | Hurricanes de Lethbridge  |
| 1990-1991 | Pat Falloon       | Chiefs de Spokane         |
| 1991-1992 | Steve Junker      | Chiefs de Spokane         |
| 1992-1993 | Rick Girard       | Broncos de Swift Current  |
| 1993-1994 | Lonny Bohonos     | Winter Hawks de Portland  |
| 1994-1995 | Darren Ritchie    | Winter Hawks de Portland  |
| 1995-1996 | Hnat Domenichelli | Blazers de Kamloops       |
| 1996-1997 | Kelly Smart       | Wheat Kings de Brandon    |
| 1997-1998 | Cory Cyrenne      | Wheat Kings de Brandon    |
| 1998-1999 | Matt Kinch        | Hitmen de Calgary         |
| 1999-2000 | Trent Hunter      | Cougars de Prince George  |
| 2000-2001 | Matt Kinch        | Hitmen de Calgary         |
| 2001-2002 | Ian White         | Broncos de Swift Current  |
| 2002-2003 | Boyd Gordon       | Rebels de Red Deer        |
| 2003-2004 | Nigel Dawes       | Ice de Kootenay           |
| 2004-2005 | Kris Russell      | Tigers de Medicine Hat    |
| 2005-2006 | Kris Russell      | Tigers de Medicine Hat    |
| 2006-2007 | Aaron Gagnon      | Thunderbirds de Seattle   |
| 2007-2008 | Tyler Ennis       | Tigers de Medicine Hat    |
| 2008-2009 | Tyler Ennis       | Tigers de Medicine Hat    |
| 2009-2010 | Jason Bast        | Warriors de Moose Jaw     |
| 2010-2011 | Tyler Johnson     | Chiefs de Spokane         |
| 2011-2012 | Mark Stone        | Wheat Kings de Brandon    |
| 2012-2013 | Dylan Wruck       | Oil Kings d'Edmonton      |
| 2013-2014 | Sam Reinhart      | Ice de Kootenay           |
| 2014-2015 | Rourke Chartier   | Rockets de Kelowna        |
| 2015-2016 | Tyler Soy         | Royals de Victoria        |
| 2016-2017 | Tyler Steenbergen | Broncos de Swift Current  |
| 2017-2018 | Aleksi Heponiemi  | Broncos de Swift Current  |
| 2018-2019 | Justin Almeida    | Warriors de Moose Jaw     |
| 2019-2020 | Seth Jarvis       | Winterhawks de Portland   |
| 2020-2021 | Eli Zummack       | Chiefs de Spokane         |
| 2021-2022 | Logan Stankoven   | Blazers de Kamloops       |
| 2022-2023 | Brayden Yager     | Warriors de Moose Jaw     |
| 2023-2024 | Brayden Yager     | Warriors de Moose Jaw     |
| 2024-2025 | Berkly Catton     | Chiefs de Spokane         |